# Magelona filiformis
Magelona filiformis är en ringmaskart som beskrevs av Wilson 1959. Magelona filiformis ingår i släktet Magelona och familjen Magelonidae. Arten är reproducerande i Sverige. Utöver nominatformen finns också underarten M. f. minuta.